# Ultra Super Pictures
Ultra Super Pictures (株式会社ウルトラスーパーピクチャーズ Kabushiki gaisha Urutora-sūpā-pikuchāzu) là một công ty cổ phần Nhật Bản được thành lập vào năm 2011 dưới dạng liên doanh giữa các hãng phim Sanzigen, Ordet, Trigger và Liden Films. Công ty cũng đồng sở hữu ENGI, một xưởng phim do Kadokawa thành lập vào năm 2018.

## Thành viên
- Sanzigen Inc.
- Ordet Co., Ltd
- Trigger
Inc.
- Liden Films Inc.

Các công ty khác có liên quan đến Ultra Super Pictures gồm có Galaxy Graphics, Good Smile Company, Max Factory, Bushiroad, Nitroplus và Pixiv.

## Sản xuất
Dưới đây là các tác phẩm mà Ultra Super Pictures hợp tác sản xuất:

### ONA
- Monster Strike (2015–2016, sản xuất với Studio Hibari)

### Phim anime chiếu rạp
- Harmonie (2014, sản xuất với Studio Rikka)
- Gekijōban Monster Strike (2016, sản xuất với Liden Films)

## Ultra Super Anime Time
Năm 2015, Ultra Super Pictures sản xuất một khung giờ phát sóng anime có thời lượng dài 30 phút gọi là "Ultra Super Anime Time", bắt đầu ra mắt trên kênh truyền hình Tokyo MX và BS11 từ ngày 3 tháng 7 năm 2015 và kết thúc vào tháng 6 năm 2016. Khung giờ được dẫn lời bởi hai nhân vật hư cấu là Supica (スピカ Supika) (do Ishihara Kaori lồng tiếng) và Sumaco (スマ子 Sumako) (do Ogura Yui lồng tiếng). Dưới đây là danh sách anime được phát sóng trong khung giờ:
Mùa hè 2015
- Miss Monochrome (mùa 2)
- Wooser no sono higurashi (mùa 3)
- Wakaba Girl

Mùa thu 2015
- Miss Monochrome (mùa 3)
- Hacka Doll the Animation [6]
- Kagewani

Mùa xuân 2016
- Oshiete! Galko-chan
- Sekkō Boys
- Tabi Machi Late Show (chỉ phát sóng duy nhất trong tháng 1)
- Kono Danshi, Mahou ga Oshigoto Desu. (chỉ phát sóng duy nhất trong tháng 2)
- Kanojo to Kanojo no Neko: Everything Flows (chỉ phát sóng duy nhất trong tháng 3)

Mùa xuân 2016
- Uchū Patrol Luluco
- Puchimas! Petit Idolmaster (tái phát sóng)
- Kagewani (mùa 2)[7]